# Баландин, Николай Иванович
Николай Иванович Баландин (1889, Оренбург, Российская империя — 11 июня 1938) — советский государственный и промышленный деятель, председатель Народного комиссариата рабоче-крестьянской инспекции Казахской ССР.

## Биография
Николай Баландин родился в 1889 году в городе Оренбург в семье, принадлежащей к социальным низам. Его отец, выходец из крестьян Оренбургской губернии, занимался мелкой торговлей, после чего получил статус мещанина и скончался в 1892 году. Мать работала прислугой и кухаркой и умерла в 1909 году.
С 1902 по 1906 годы Николай учился в ремесленном училище в Оренбурге, где жил в интернате для малоимущих. В дальнейшем, не имея возможности продолжить образование, начал трудовую деятельность. Всего провел 20 лет на разных должностях в промышленности и на транспорте, включая работу железнодорожным мастером, машинистом и механиком.
С юности Николай Баландин примкнул к революционному движению. В 1907 году он стал членом РСДРП, участвуя в партийной ячейке на станции Оренбург Ташкентской железной дороги. Вступил в ряды большевистской партии в августе 1917 года.

### Образование
С 1929 по 1932 годы, учился во Всесоюзной Промышленной академии имени Сталина в Москве, где завершил три курса.

### Профессиональная и общественная деятельность
В период с 1906 по 1907 годы работал помощником слесаря Службы движения на Ташкентской железной дороге в Оренбурге, затем — слесарем на станции Казалинск (1907–1908). Некоторое время был токарем в частной мастерской в Коканде, где в мае 1908 года был краткосрочно арестован на митинге. Позже, с 1909 по 1910 годы, занимал должность помощника машиниста депо станции Оренбург.
С октября 1910 года служил в Балтийском флоте: рядовой гвардейского полка, матрос и машинный унтер-офицер 2-й статьи на крейсере «Рюрик». 
После возвращения в Оренбург в 1913 году работал помощником машиниста и машинистом на железной дороге, до тех пор, пока осенью 1917 года не заболел брюшным тифом.
1918 — Участвовал в революционных событиях в Оренбургской губернии. С января 1918 года был секретарем Оренбургского Военно-революционного комитета и уполномоченного по эвакуации транспорта при штабе Оренбургского фронта.
В мае 1918 года назначен уполномоченным по эвакуации транспорта при Штабе Оренбургского фронта.
В октябре 1918 года стал помощником комиссара службы тяги Управления Туркестанского округа путей сообщения
С марта 1919 года — заведующий районным политотделом Дорполитотдела Ташкентской железной дороги.
В октябре 1920 года Николай Баландин был назначен Народным комиссаром рабоче-крестьянской инспекции Казахской ССР. На этом посту занимался вопросами контроля исполнения решений партии и государственного аппарата, проверкой работы государственных и хозяйственных организаций, предотвращением случаев злоупотребления властью. Находился в должности до июня 1921 года.
1921–1922 — Управляющий Берчогурскими каменноугольными копями, Актюбинская губерния.
1923–1925 — Управляющий Экибастузскими угольными копями и свинцовым заводом.
1926–1928 — Управляющий Риддерским рудником и директор Объединения Риддерских предприятий.
1928–1929 — Заведующий плановым отделом треста "Полиметалл", Москва.
С мая 1932 года — Начальник строительства и директор Беловского цинкового комбината. За высокие показатели завода в 1935 году Баландин был отправлен на научную стажировку в США.
Член КазЦИК (1920-хх)
Член бюро Риддерского горкома ВКП(б) (12.1925-10.28)
Член бюро Беловского райкома ВКП(б) Западно-Сибирского края (07.1932-хх)

### Последние годы
19 августа 1937 года исключен из ВКП(б) «за примиренчество к врагам народа, срастание с ними, насаждение классово-чуждых элементов на руководящие работы». Партбилет погашен Новосибирским обкомом ВКП(б).
30 октября 1937 года Баландин был арестован по обвинению в участии в «правотроцкистско-бухаринской группировке».  
Военной коллегией Верховного Суда СССР 11 июня 1938 года приговорен к высшей мере наказания и расстрелян.

### Семья
Жена — Анна Васильевна (умерла в 1970 году в Краснодаре). 
Сын Владимир (1927–1987) окончил два курса Московского машиностроительного института, затем перевелся на механический факультет Пермского авиационного военного училища. Позднее окончил инженерную военно-воздушную академию имени Можайского в Ленинграде (1956–1961). Служил в гидроавиации ВВС в Ейске, затем в ракетных войсках СКВО. На пенсии жил в Краснодарском крае, работал ведущим инженером в одном из оборонных НИИ. 
Внучка — Ольга Владимировна Мартин (Баландина), проживает в Краснодарском крае.